# 草地乡
草地乡，是中华人民共和国四川省阿坝藏族羌族自治州九寨沟县下辖的一个乡镇级行政单位。

## 行政区划
草地乡下辖以下地区：
杨家湾村、下草地村和上草地村。